# Fénix griego
El fénix (en griego φοίνιξ, foínix, ['finiks] pl. φοίνικες, foínikes, ['finikes]) fue la primera moneda de la Grecia moderna. Estuvo en vigor entre 1828 y 1832, cuando fue sustituida por la dracma griega moderna.

## Historia
En 1827, cuando nació oficialmente la Grecia moderna (tras la batalla de Navarino), las transacciones monetarias se llevaban a cabo principalmente en moneda otomana, así como en diferentes monedas extranjeras, como el real de a ocho español.
Principalmente para evitar la circulación de moneda otomana, el conde corfiota Ioannis Kapodistrias, entonces presidente de Grecia, introdujo en 1828 el fénix de plata, dividido en 100 céntimos (leptá) por influencia francesa. El nombre provenía del mítico ave fénix, ave con la que se pretendía simbolizar el renacimiento de Grecia. En cuanto a su ley, estaba compuesto por un 90% de plata y un 10% de cobre, como la mayoría de las acuñaciones en plata de la época. 
Reemplazó al kuruş otomano (llamado en Grecia γρόσι, grósi; pl. γρόσια grósia) a razón de 6 fénix por kuruş. El kuruş equivalía totalmente al real de a ocho, una sexta parte de cuyo peso equivalía a 4,074 gramos de plata pura. Sin embargo, el fénix solo pesaba 3,747 gramos de plata pura dado que, al ser el real de a ocho fácilmente adulterable, de haber sido totalmente equivalente habría desaparecido de la circulación en favor del real. Circularon subdivisiones de 1, 5, 10 y 20 leptá de cobre. El conjunto de cinco fénix conformaba una «égida» o «tálero de plata».
Solo se acuñó un pequeño número de monedas, por lo que mayor parte de las transacciones de Grecia siguieron efectuándose en moneda extranjera. Carente de metales preciosos para acuñar más moneda, el gobierno emitió en 1831 300.000 fénix en billetes, que no eran respaldados por ningún depósito. Por tanto, los billetes fueron ampliamente rechazados y apenas circularon. En 1832 se reformó el sistema monetario y el fénix fue reemplazado al par por la nueva dracma, introducida oficialmente en 1833.